# イジャーザ

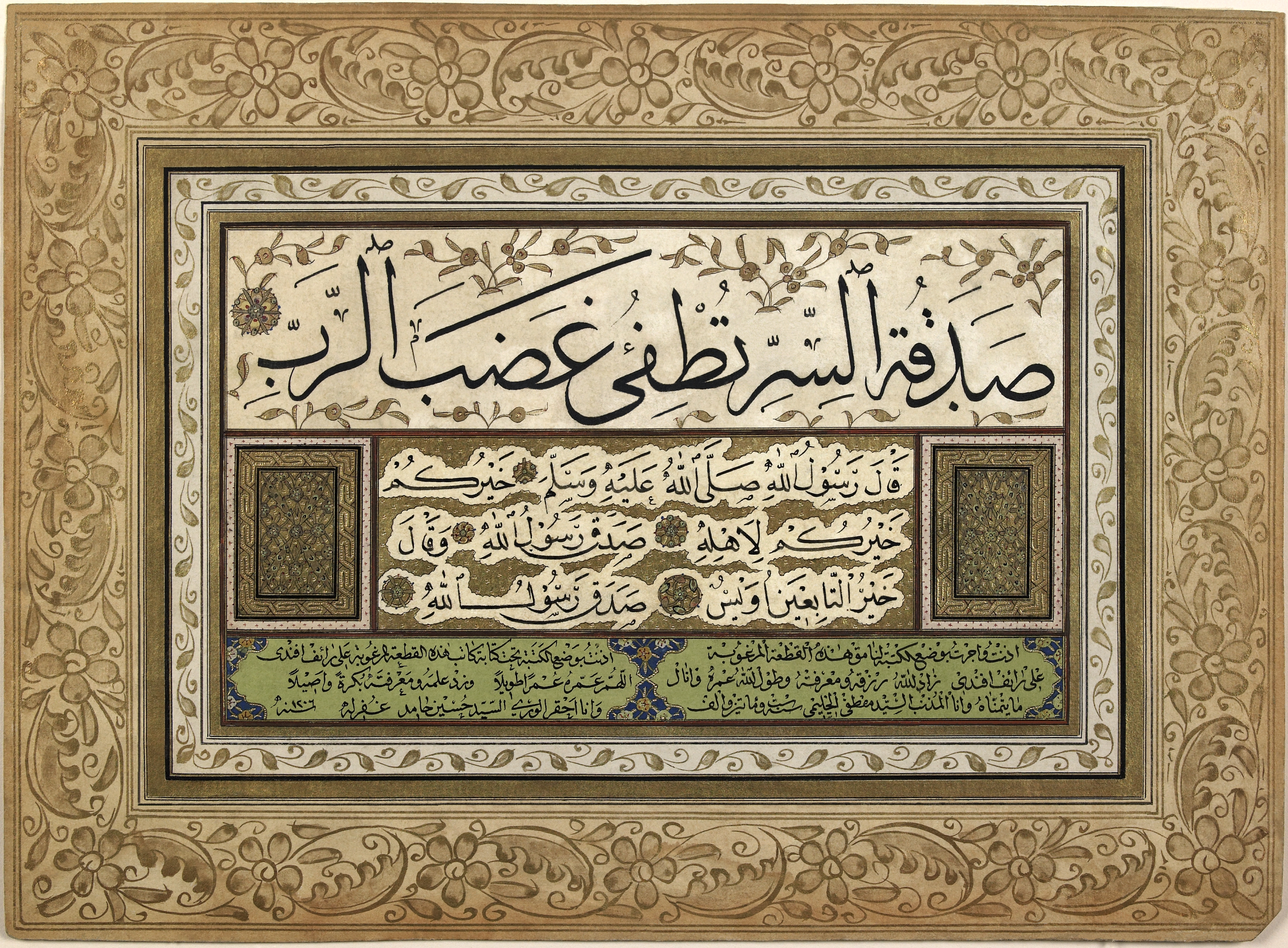
イジャーザの例

イジャーザは許可状、免状などの意を持ち、イスラムの学者・指導者層であるウラマーの資格となるアルドをクリアすると与えられる、アルドに使用されたテキストの修得の認定証、合格証書。9世紀頃から始まる。
一般の免状にある「教えることを許可した」などの文言が見られない。「イジャーザ」と呼ばない例も見られる。